# 乌镇镇

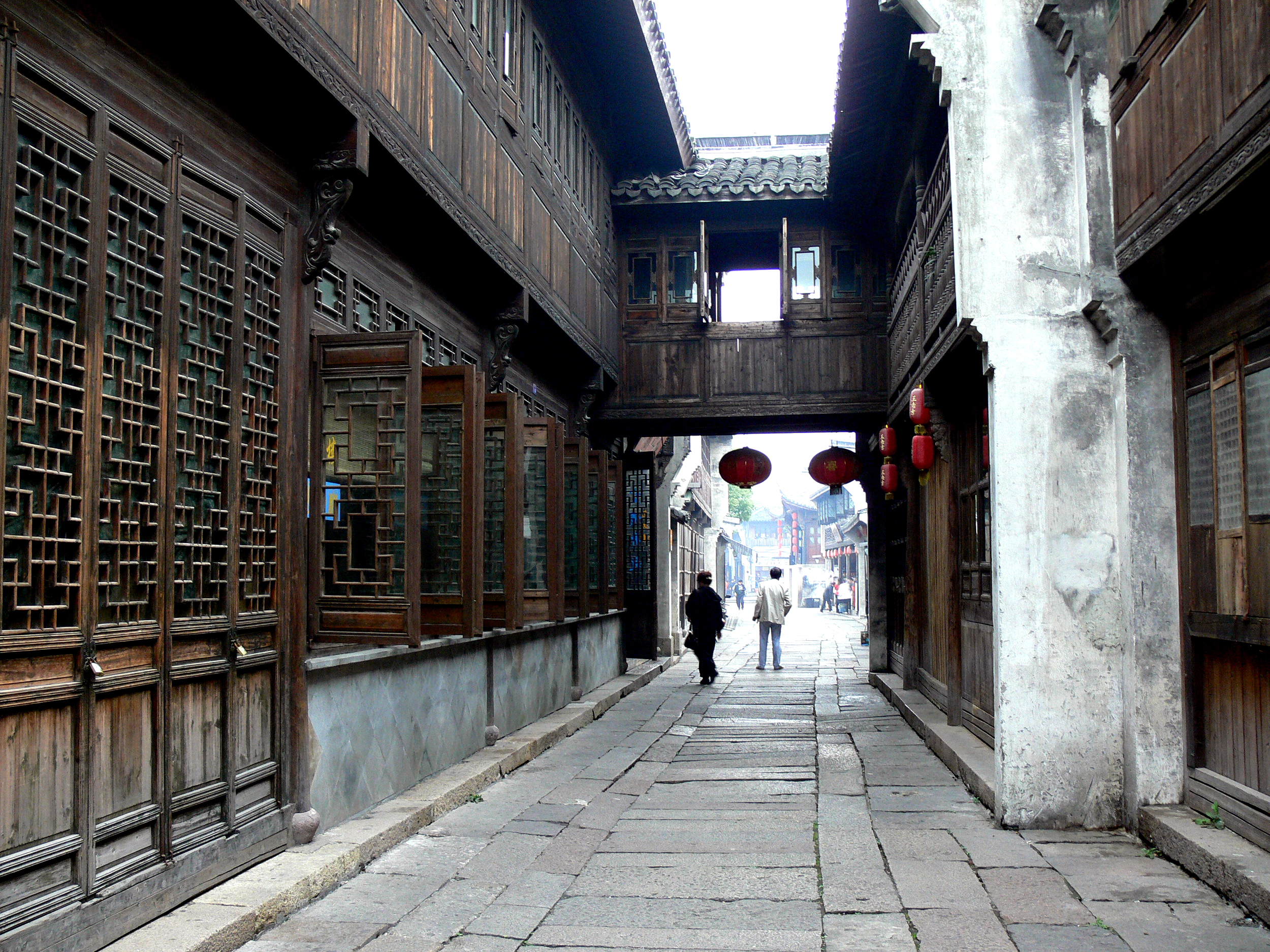
古镇小巷

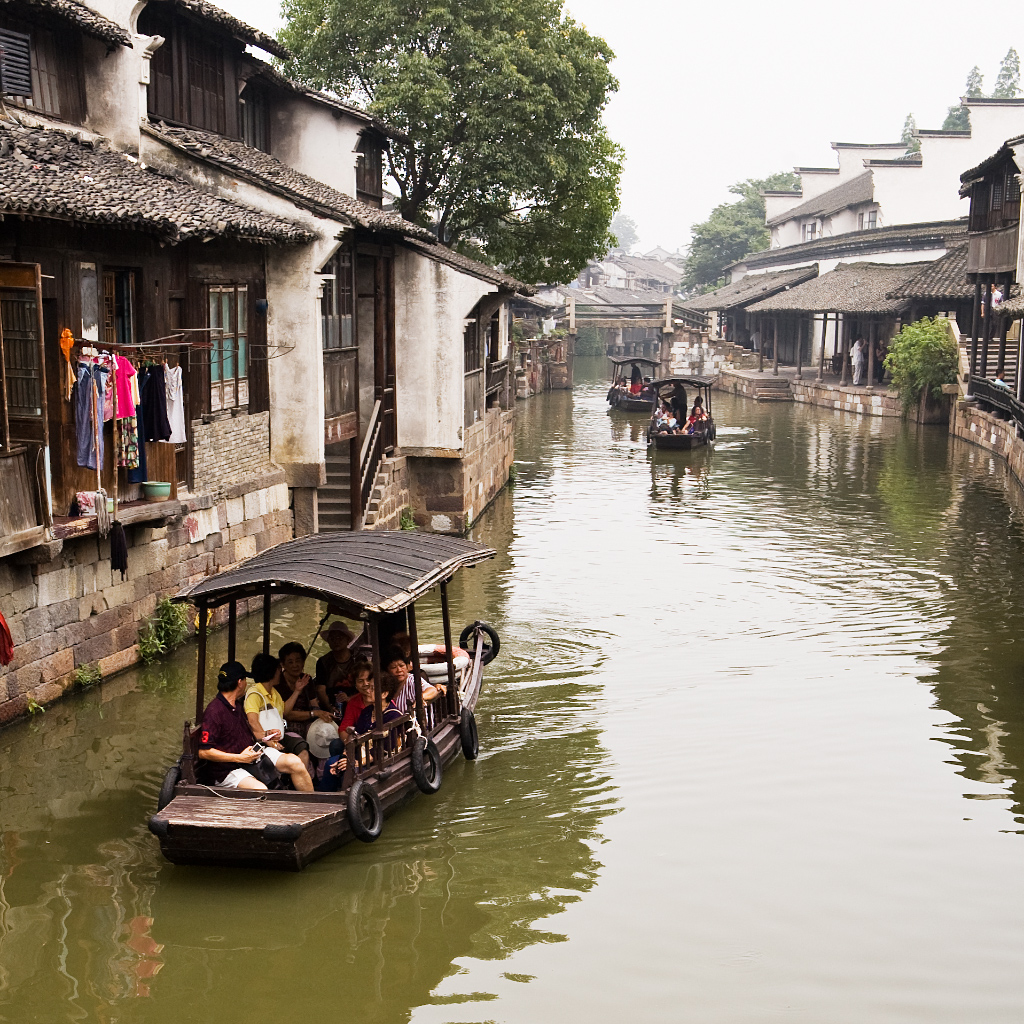
江南水乡

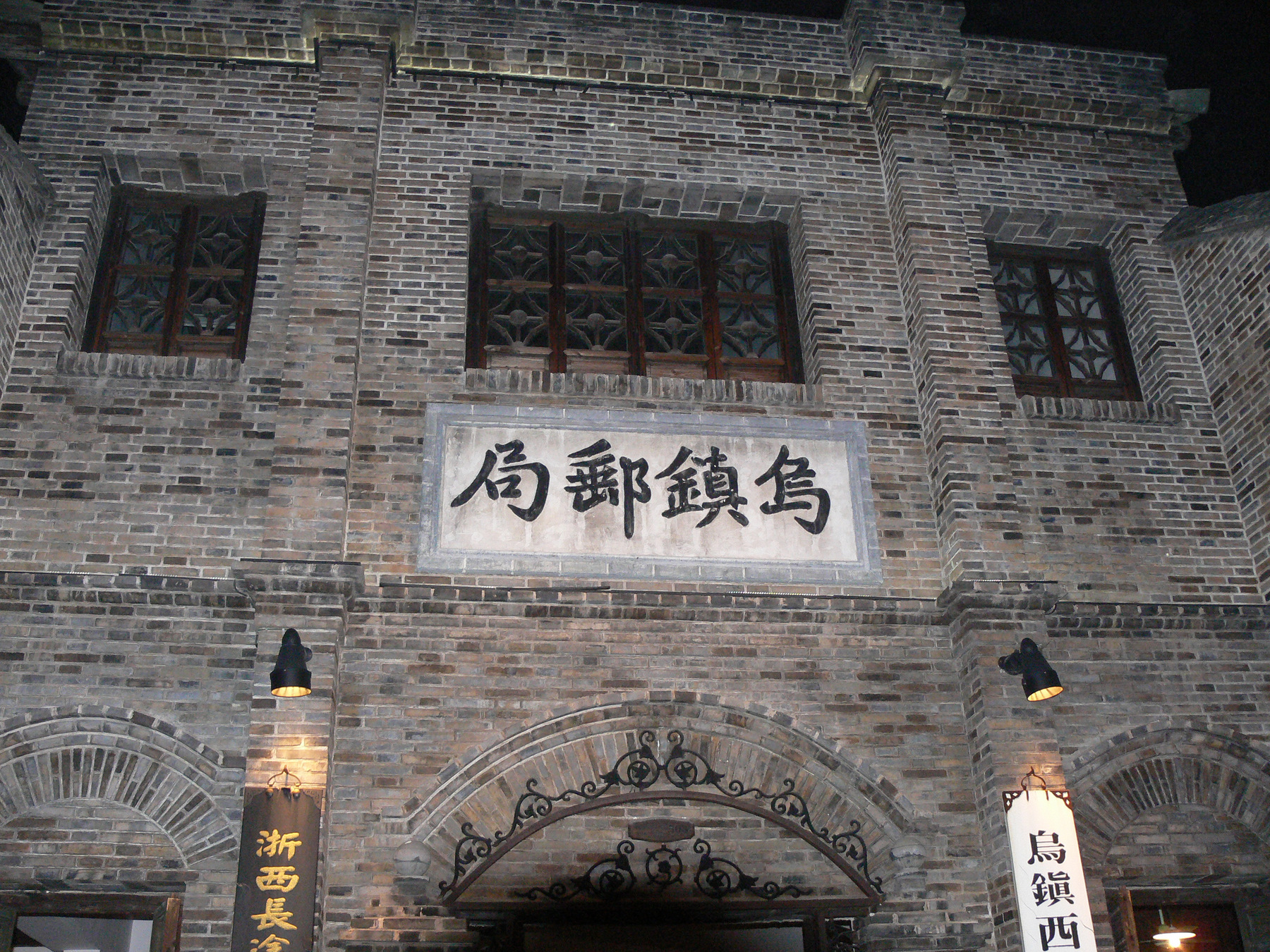
乌镇邮局

乌镇镇位于中华人民共和国浙江省桐乡市，是江南著名古镇之一。镇域面积71.19平方公里，建城区面积2.5平方千米，总人口6万，镇区常住人口1.2万。乌镇景区已被评为中国国家5A级景区，是全国20个黄金周预报景点之一，现由中青旅运营。2019年被评为中国文化百强镇。
乌镇是典型的江南水乡古镇，乌镇原以市河（车溪）为界，分为乌青二镇，河西为乌镇，属湖州府乌程县；河东为青镇，属嘉兴府桐乡县。中华人民共和国时期，市河以西的乌镇划归桐乡县，统称乌镇。
乌镇街道上民居以清代建筑为主，保存完好。全镇以河成街，桥街相连。各式民居、店铺依河筑屋，即有深宅大院、百年老屋，也有河埠廊坊，过街骑楼，是江南典型的“小桥流水人家”。乌镇为千年文化名镇，在历史上小镇曾出过64名进士、161名举人。茅盾、沈泽民、严独鹤等都为乌镇人。
2014年11月19日到21日，首届“世界互聯網大會”在乌镇举办，该地也成为世界互联网大会的永久会址。

## 行政区划
乌镇镇下辖以下地区：
秀溪社区、元丰村、南王村、董家村、金牛村、正福村、杨园村、皂林村、翔厚村、单桥村、东苑社区、银杏社区、南宫社区、虹桥村、白马墩村、分水墩村、碓坊桥村、浮澜桥村、陈庄村、南庄桥村、横港村、彭家村、陈家村、双塔村、颜家村、民合村、浙月村、新翁村和五星村。

## 交通
乌镇距桐乡市区13公里，距周围嘉兴、湖州、吴江三市为20－60公里，距杭州、苏州均为80公里，距上海140公里。到乌镇可经沪杭高速公路、320国道、318国道到桐乡，再从桐乡到乌镇，桐乡自早上7：00－17：00每隔15分钟就有一班中巴车到乌镇。从浙江省另一个著名的水乡古镇湖州南浔前往濮院镇的中巴车也经过乌镇，大约需要行驶40分钟，中途经过江苏省吴江市的桃源镇和青云镇，江苏境内的路况更好一些。乌镇镇内主要以人力三轮车、出租车为主。

## 主要建筑

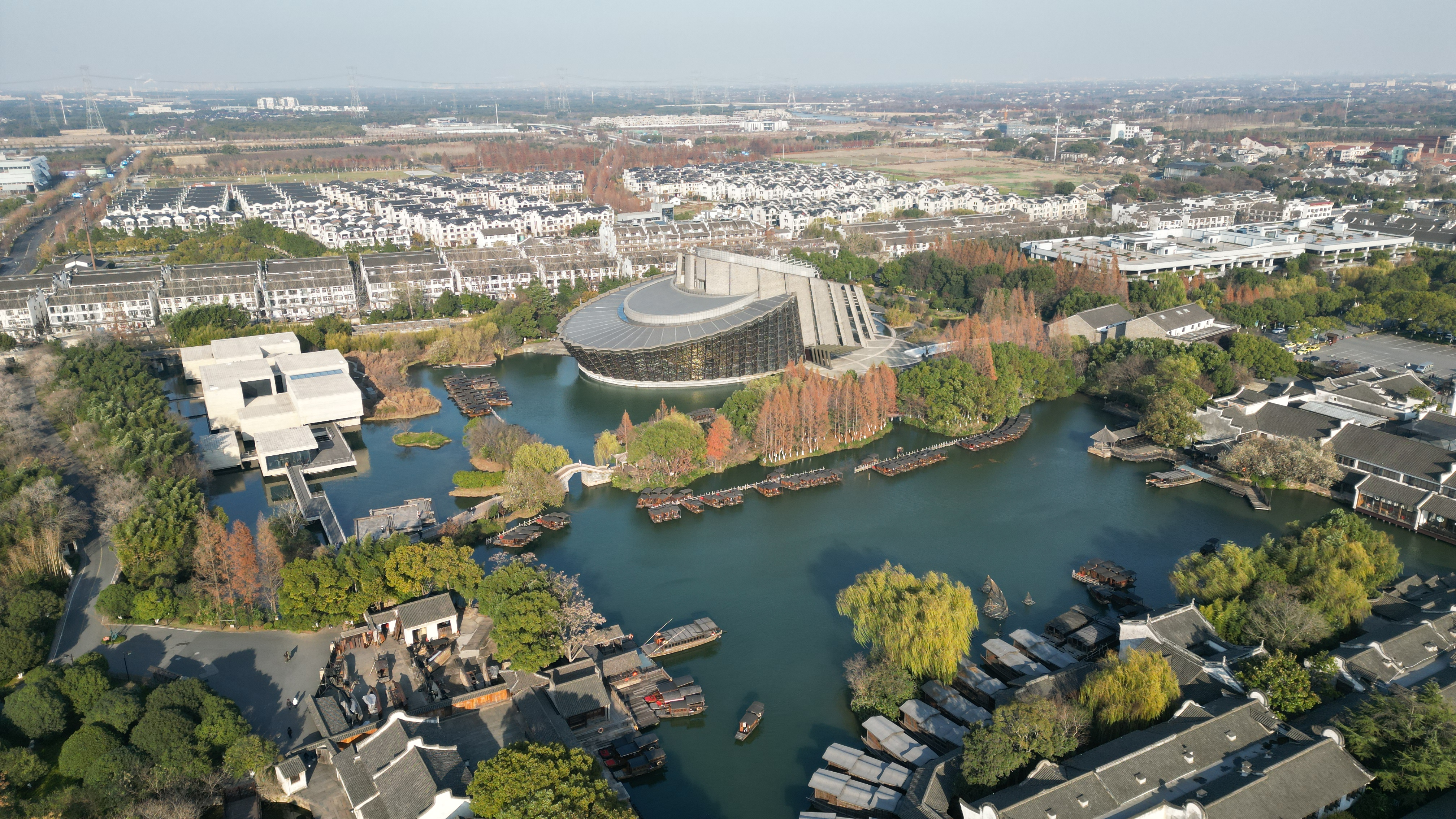
位於西柵景區湖畔的烏鎮大劇院（中）與木心美術館（左）

### 昭明太子读书处

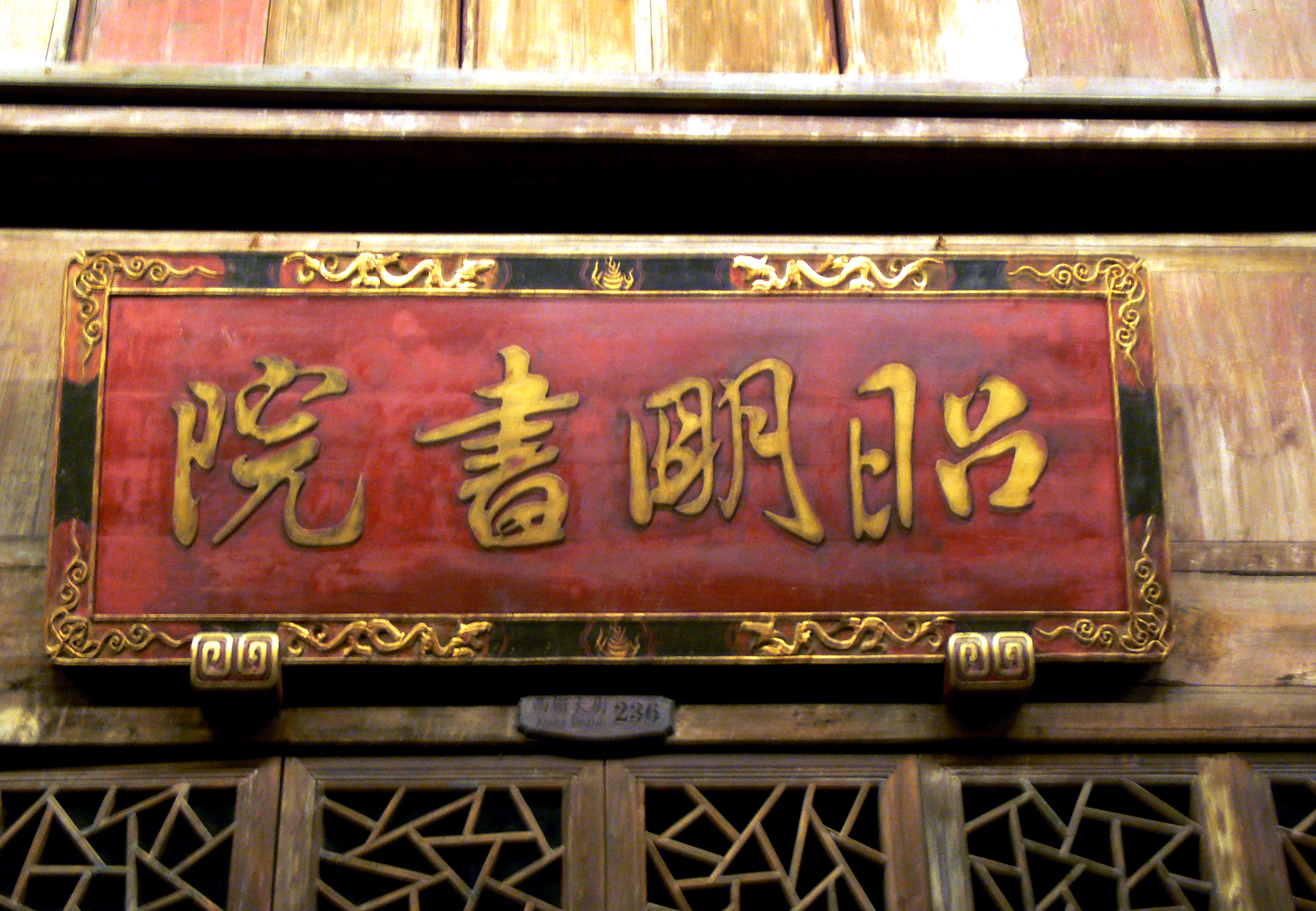
昭明书院

昭明太子读书处位于乌镇市河西侧。因南朝梁武帝太子萧统曾在此设馆就读而得名，为桐乡市重点文物保护单位。昭明太子名萧统，两岁时立为皇太子。据清乾隆《乌青镇志》记载，梁天监二年（503年），萧统曾随老师沈约来乌镇读书，并建有书馆一座。

### 修真观

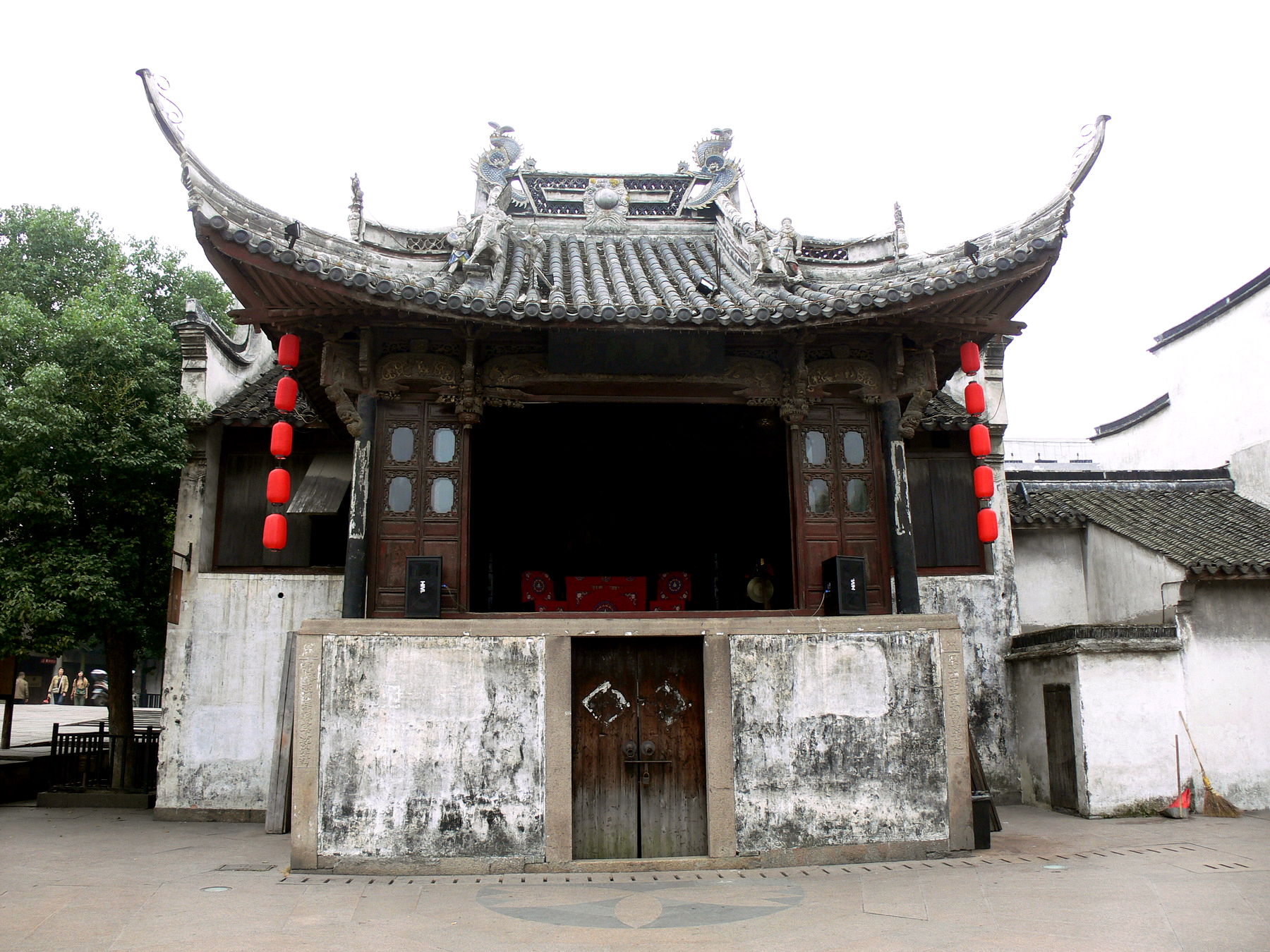
乌镇修真观

修真观位于古镇中心的观前街，兴华路西侧，门前有一片小广场，对面毗邻东市河处是一个古戏台。北宋咸平元年（998年），道士张洞明在此结庐，修真得道，乃创建修真观。中华人民共和国统治时期，修真观多有坍损，并在很长一段时期被移作他用而被拆除。在乌镇成为旅游景点后，当地政府为发展旅游事业拨出专款，将修真观按历史原貌修复。如今的修真观共设三进，一进为山门，二进是东岳大殿，三进为玉皇阁；两边分设十殿阎王、瘟元帅、财神等配殿。修真观对面的古戏台经常有桐乡花鼓戏的演出。

### 立志书院

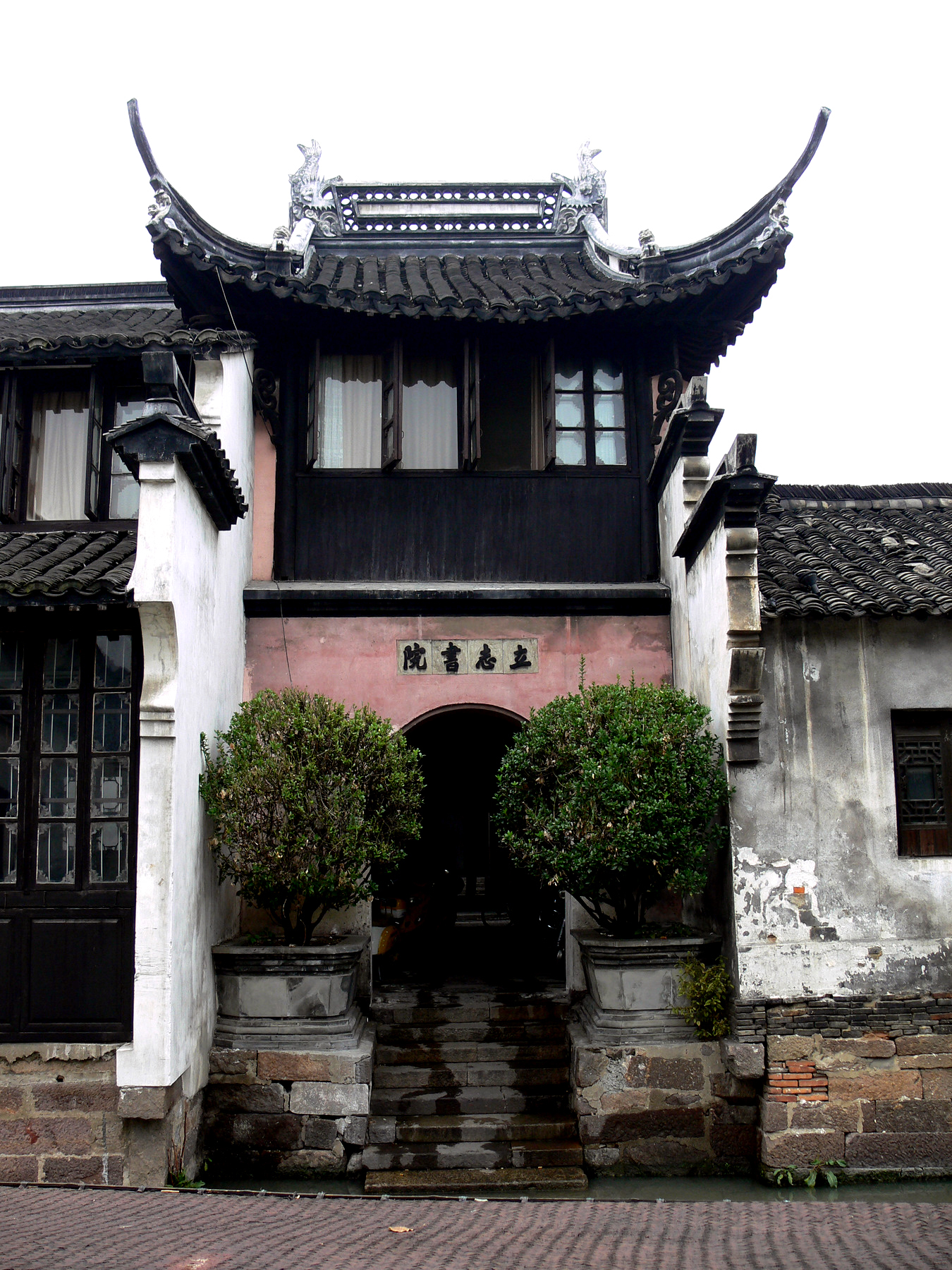
立志书院

立志书院坐落在古镇中心的观前街，紧邻茅盾故居的东侧，现在是茅盾纪念馆的一部份。它的前身是闻名江南的分水书院，院址在乌镇北栅分水墩西侧。清咸丰十年，清军与太平军在乌镇交战，分水书院毁于战火。同治四年，邑绅严辰培修并加以扩建。同治七年，书院建成，据程朱理学家、乡贤张扬园先生的治学格言“大凡为学尤须立志”中的“立志”二字作为新书院的名字，严辰任立志书院院长。茅盾小时在此求学。立志书院是电视剧《似水年华》的拍摄场地。

### 茅盾故居

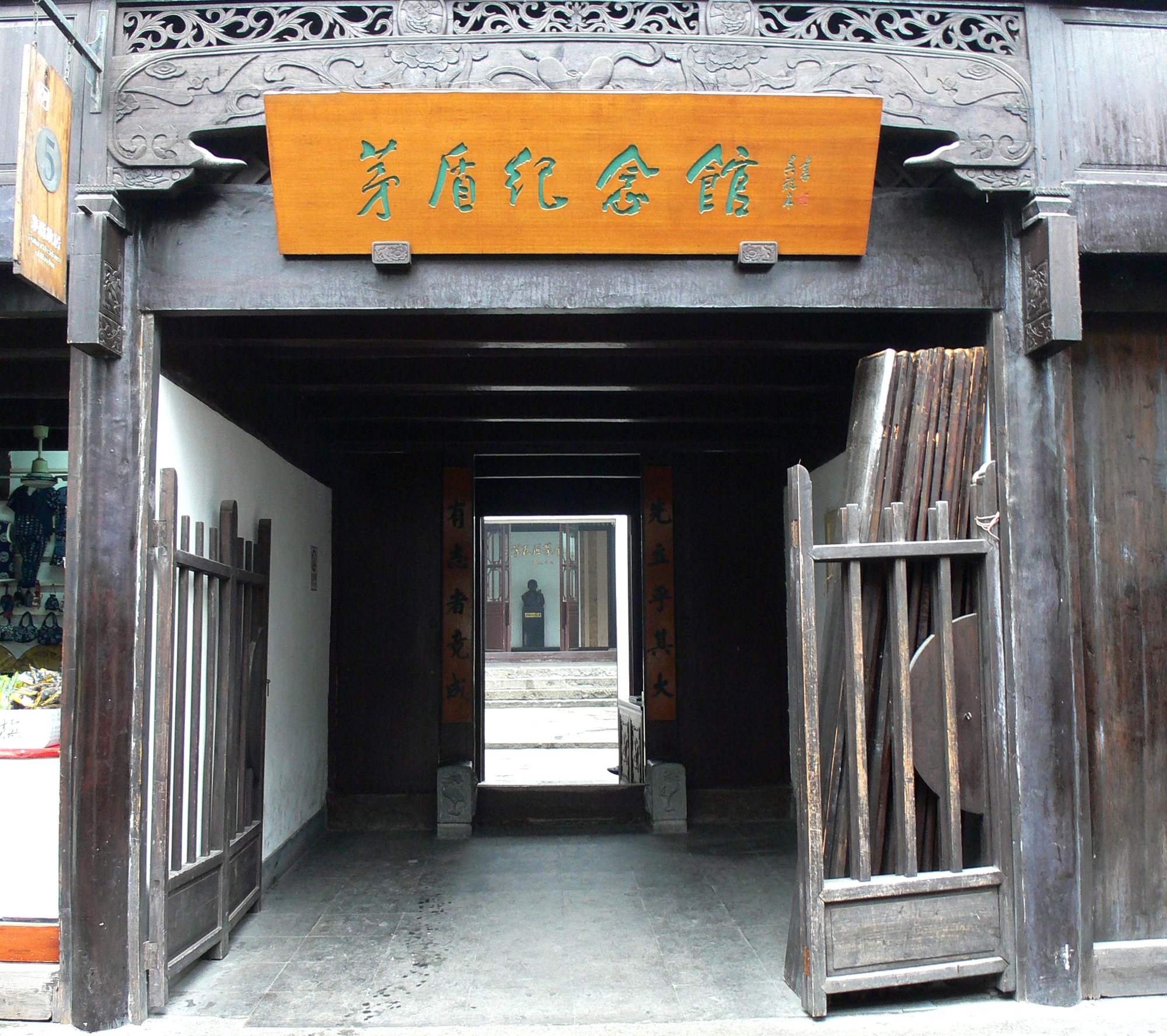
茅盾故居

茅盾故居位于古镇中心的观前街，是著名文学家茅盾（沈雁冰）祖辈居住的老屋，始建于十九世纪中叶，建筑面积650平方米，为清代江南民居。茅盾自1896年7月4日诞生至1910年春离乡求学，在此生活了十三年。1982年，茅盾故居被列为浙江省文保单位，1983年8月筹备修复，1985年7月落成开放，1988年1月公布为全国重点文物保护单位。

### 木心故居紀念館
坐落於東柵財神灣186號的晚晴小築，是作家木心的故居。1999年，烏鎮旅遊公司著手進行東柵古蹟修復與景區開發時加以修復。2005年，木心接受家鄉烏鎮的邀請回國定居，2011年10月因肺部感染住院，同年12月21日辭世。木心故居經過為期三年的規劃，以紀念館的形式在2014年5月25日正式對外開放，館內展出木心的照片、手稿、畫作以及部分生前遺物。
- 汇源当铺
- 乌青水龙会
- 香山堂药店

## 河道

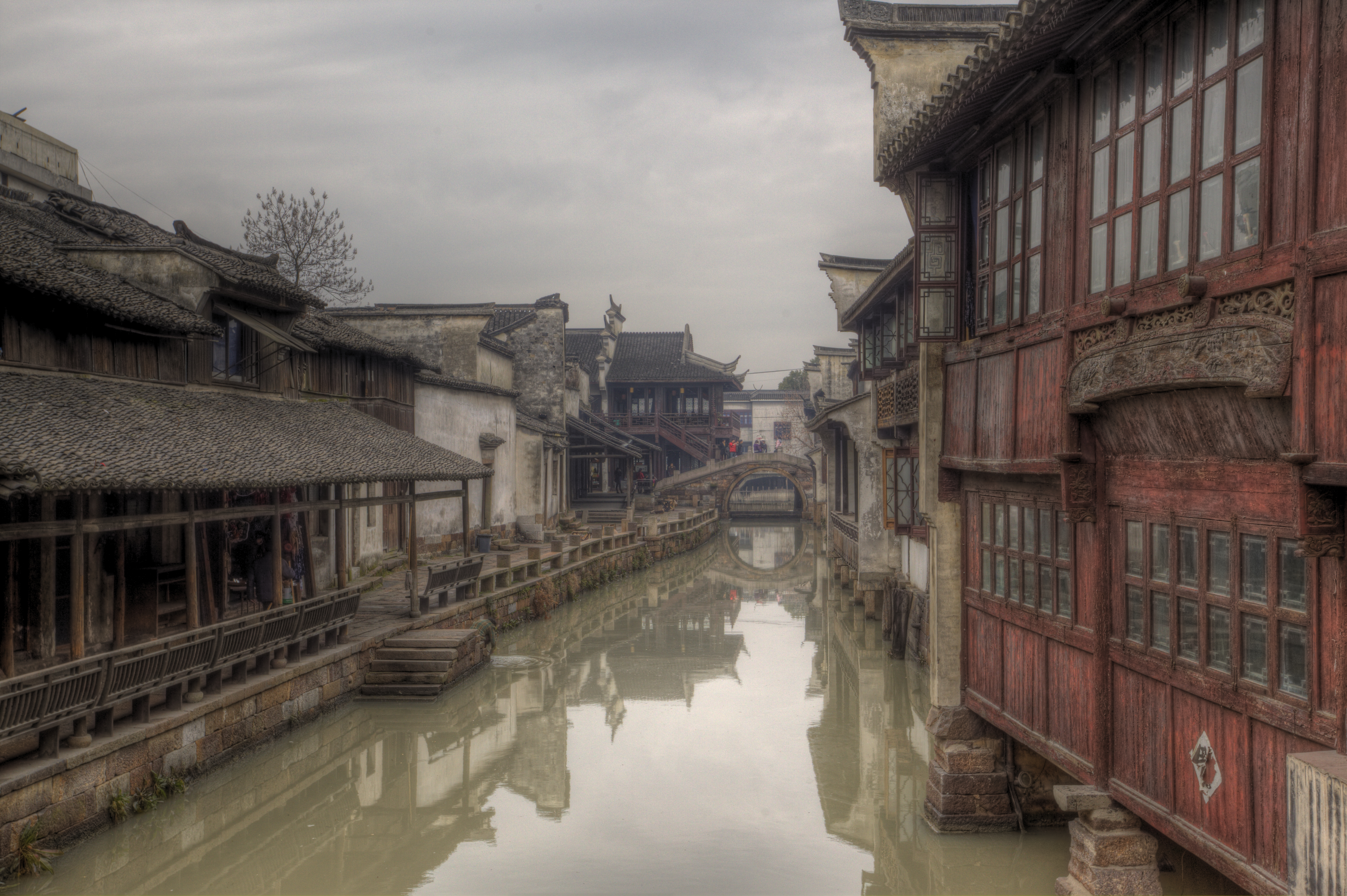
河道

- 东市河
- 南北市河
- 财神湾

## 古桥
- 逢源双桥
- 仁义桥
- 永安桥
- 仁寿桥
- 应家桥
- 挹秀桥
- 太平桥
- 仁惠桥
- 福惠桥
- 仁德桥

## 古街巷
- 东大街
- 观前街
- 常丰街
- 横街
- 茶叶弄
- 染店弄
- 周家弄
- 孔家弄

## 文物保护单位
| 编号                 | 名称                     | 年代                 | 地址                             | 坐标                 | 图片                 | 公布                 |
| 全国重点文物保护单位 | 全国重点文物保护单位     | 全国重点文物保护单位 | 全国重点文物保护单位             | 全国重点文物保护单位 | 全国重点文物保护单位 | 全国重点文物保护单位 |
| -------------------- | ------------------------ | -------------------- | -------------------------------- | -------------------- | -------------------- | -------------------- |
| 3-13                 | 茅盾故居                 | 近现代               | 乌镇镇观前街                     |                      |                      |                      |
| 6-84                 | 谭家湾遗址               | 马家浜文化           | 乌镇镇浮澜桥村谭家湾组           |                      |                      |                      |
| 桐乡市文物保护单位   |                          |                      |                                  |                      |                      |                      |
|                      | 竹荡桥遗址               | 良渚文化             | 龙翔街道杨园村竹荡桥             |                      |                      |                      |
|                      | 秀才桥遗存               | 良渚文化             | 龙翔街道杨园村秀才桥             |                      |                      |                      |
|                      | 墙里遗址                 | 良渚文化             | 乌镇镇双塔村墙里组               |                      |                      |                      |
|                      | 迎香桥（龙翔寺革命遗迹） | 清代                 | 龙翔街道渔业村                   |                      |                      |                      |
|                      | 张杨园墓                 | 清代                 | 龙翔街道杨园村                   |                      |                      |                      |
|                      | 甑山桥                   | 清代                 | 龙翔街道正福村利东组             |                      |                      |                      |
|                      | 修真观戏台               | 清同治四年           | 乌镇镇观前街                     |                      |                      |                      |
|                      | 明建六朝遗胜牌坊         | 明万历               | 乌镇镇市河西岸（现移至西栅景区） |                      |                      |                      |
| 5                    | 丰桥                     | 清代                 | 乌镇镇五星村庄家兜组             |                      |                      |                      |
| 5                    | 节孝吴门姚氏牌坊         | 清代                 | 乌镇镇新翁村吴家坝组             |                      |                      |                      |
| 5                    | 拱文桥                   | 清代                 | 乌镇镇陈庄村陈庄组               |                      |                      |                      |
| 5                    | 福兴桥                   | 清代                 | 乌镇镇南大街常丰街6号南          |                      |                      |                      |
| 5                    | 福昌桥                   | 清代                 | 乌镇镇南大街南端朝南埭1号旁      |                      |                      |                      |
| 5                    | 福星桥                   | 民国十七年           | 乌镇东苑社区东大街               |                      |                      |                      |
| 5                    | 张同仁宅                 | 中华民国             | 乌镇镇南大街常丰街12号           |                      |                      |                      |
| 5                    | 单桥村文革大礼堂         | 二十世纪七十年代     | 龙翔街道单桥村村委               |                      |                      |                      |
| 5                    | 文革桥                   | 二十世纪七十年代     | 乌镇碓坊桥村中村组               |                      |                      |                      |
| 6-80                 | 重建长生桥               | 民国十二年（1923）   | 乌镇镇杨园村长山桥组             |                      |                      |                      |
| 6-81                 | 通济桥                   | 清代                 | 乌镇镇杨园村费堡里组             |                      |                      |                      |
| 6-82                 | 西溪桥                   | 清代                 | 乌镇镇元丰村西溪桥组             |                      |                      |                      |
| 6-83                 | 重建三新桥               | 中华民国             | 乌镇镇元丰村泥墙头组             |                      |                      |                      |
| 6-84                 | 江家石桥                 | 中华民国             | 乌镇镇元丰村西村组               |                      |                      |                      |
| 6-85                 | 龙福桥                   | 清代                 | 乌镇镇单桥村北腰组               |                      |                      |                      |
| 6-86                 | 重建大芳桥               | 清代                 | 乌镇镇翔厚村脚里组               |                      |                      |                      |
| 6-87                 | 永乐桥                   | 清代                 | 乌镇镇翔厚村文斗里               |                      |                      |                      |
| 6-88                 | 望龙桥                   | 清代                 | 乌镇镇皂林村望龙桥组             |                      |                      |                      |
| 6-89                 | 黄庄桥                   | 清代                 | 乌镇镇翔厚村黄庄庙组             |                      |                      |                      |
| 6-90                 | 钱金桥                   | 清代                 | 乌镇镇翔厚村杨家浜组             |                      |                      |                      |
| 6-91                 | 菜园桥                   | 民国七年（1918）     | 乌镇镇翔厚村菜园下组             |                      |                      |                      |
| 6-92                 | 中彭桥                   | 民国十三年（1924）   | 乌镇镇翔厚村小桥头组             |                      |                      |                      |
| 6-93                 | 永福桥                   | 清代                 | 乌镇镇西浜村黄桥头组             |                      |                      |                      |
| 6-94                 | 伺古小桥                 | 清代                 | 乌镇陈庄村姚厅组                 |                      |                      |                      |
| 6-95                 | 荐馨桥                   | 清同治三年（1864）   | 乌镇东苑社区东大街               |                      |                      |                      |
| 6-96                 | 翠波桥                   | 清代                 | 乌镇东苑社区宝塔寺               |                      |                      |                      |
| 6-97                 | 咸宁桥                   | 清代                 | 乌镇镇银杏社区西栅景区           |                      |                      |                      |
| 6-98                 | 通济桥                   | 清同治六年（1867）   | 乌镇镇银杏社区西栅景区           |                      |                      |                      |
| 6-99                 | 仁济桥                   | 清同治年间           | 乌镇镇银杏社区西栅景区           |                      |                      |                      |
| 6-100                | 种德桥                   | 民国二年(1913)       | 乌镇镇民合村钱家埭组             |                      |                      |                      |

## 古镇名人
- 昭明太子
- 茅盾
- 沈泽民
- 严独鹤
- 木心

## 特产

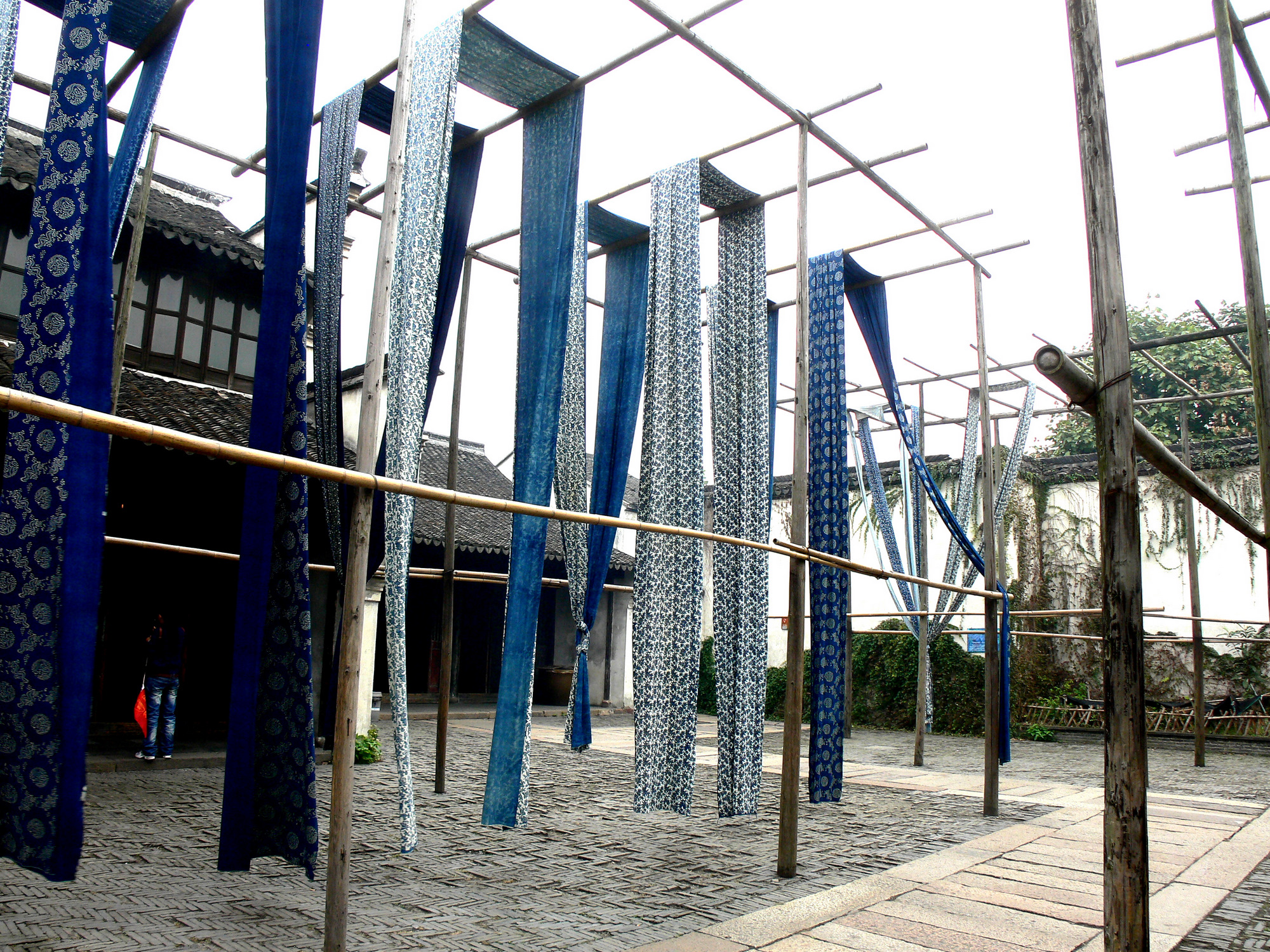
乌镇蓝印花布

- 姑嫂饼
- 三白酒
- 蓝印花布
- 湖羊笔

## 友好城市
- 法國 黎塞留

## 图片
- 东栅景区入口
- 东栅景区
- 东栅景区
- 东栅景区
- 西栅入口